# 세르게이 타라소프 (바이애슬론 선수)
세르게이 페트로비치 타라소프(러시아어: Серге́й Петро́вич Тара́сов, 1965년 2월 15일~)는 러시아의 전직 바이애슬론 선수이다. 1994년 동계 올림픽과 1998년 동계 올림픽에 금메달 2개, 은메달 1개, 동메달 2개를 획득하였으며 세계 선수권 대회에서 금메달 2개, 은메달 5개, 동메달 2개를 획득했다.